# ゼフィルス
ゼフィルス（Zephyrus）は、樹上性のシジミチョウの一群であり、日本には25種が生息する。

## 概要

ボッティチェッリ作「ヴィーナスの誕生」。左端の男性神がゼピュロス

昆虫の分類が細分化を必要としていた時代に、当時のThecla 属のうち樹上性のシジミチョウの仲間を181６年に Zephyrus 属として分離したことが始まりで、語源はギリシャ神話の西風の神ゼピュロス。命名規約の適用の見直しから、現在ではZephyrus はThecla そのものの異名として扱われなければならず、有効な属名としては使えないとされる。しかし、長い間属名として使われ親しまれてきたため、現在でもミドリシジミ族の愛称として使われることがある。なお、研究の進展により、現在のThecla の範囲は19世紀より細分化されており、名前に—zephyrus を含む属名が多く立てられている。
ゼフィルスの雄は、木の枝の先端などで縄張りを張り、同種のチョウの雄が進入して来ると追いかけて縄張りから排除する習性を持つ。一般に翅が縦に長く、森林性が強い。ほとんどの種がブナ科植物を食べ、卵で越冬する。成虫は6月から9月の間に発生し、年一化。

## 属
- Amblopala（単型） - ワイモンルリシジミ(Amblopala avidiena)
- Antigius （ミズイロオナガシジミ属）
- Araragi（オナガシジミ属）
- Artopoetes（ウラゴマダラシジミ属）
- Austrozephyrus
- Chaetoprocta
- Chrysozephyrus（メスアカミドリシジミ属）
- Cordelia
- Coreana（チョウセンアカシジミ属）
- Esakiozephyrus
- Euaspa - タイワンイチモンジシジミ(Euaspa milionia)
- Favonius - includes Quercusia（オオミドリシジミ属／ファボニウス属）
- Goldia
- Gonerilia
- Habrodais
- Howarthia
- Hypaurotis
- Iozephyrus
- Iratsume（ウラクロシジミ属）（単型）
- Japonica（アカシジミ属）
- Laeosopis
- Leucantigius
- Nanlingozephyrus
- Neozephyrus（ミドリシジミ属）
- Protantigius
- Proteuaspa
- Quercusia
- Ravenna
- Saigusaozephyrus
- Shaanxiana
- Shirozua（ムモンアカシジミ属）
- Shizuyaozephyrus
- Sibataniozephyrus（フジミドリシジミ属）
- Teratozephyrus
- Thecla（チョウセンメスアカシジミ属）- チョウセンメスアカシジミ(Thecla betulae)
- Thermozephyrus（キリシマミドリシジミ属）
- Ussuriana（ウラキンシジミ属）
- Wagimo（ウラミスジシジミ属）
- Yamamotozephyrus
- Yamatozephyrus

## 種

### 日本産ゼフィルス25種
日本産ゼフィルスは以下の25種である。
- ウラゴマダラシジミ Artopoetes pryeri
- ウラキンシジミ Ussuriana stygiana
- チョウセンアカシジミ Coreana raphaelis
- ムモンアカシジミ Shirozua jonasi
- アカシジミ Japonica lutea
- キタアカシジミ J. onoi
- ウラナミアカシジミ J. saepestriata
- オナガシジミ Araragi enthea
- ミズイロオナガシジミ Antigius attilia
- ウスイロオナガシジミ A. butleri
- ウラミスジシジミ（ダイセンシジミ） Wagimo signatus
- ウラクロシジミ Iratume orsedice
- ミドリシジミ Neozephyrus japonicus
- メスアカミドリシジミ Chrysozephyrus smaragdinus
- アイノミドリシジミ C. brillantinus
- ヒサマツミドリシジミ C. hisamatsusanus
- キリシマミドリシジミ Thermozephyrus(Chrysozephyrus) ataxus
- フジミドリシジミ Shibataniozephyrus fujisanus
- ウラジロミドリシジミ Favonius saphirinus
- オオミドリシジミ F. orientalis
- クロミドリシジミ F. yuasai
- エゾミドリシジミ F. jezoensis
- ハヤシミドリシジミ F. ultramarinus
- ジョウザンミドリシジミ F. taxila
- ヒロオビミドリシジミ F. latifasciatus

### 生態的な例外
ゼフィルスのほとんどの種は上記「概要」の項に記述した通りの生態・形態であるが、例外も多い。以下の種はブナ科植物を食べない。
- ウラキンシジミ : モクセイ科のトネリコ。
- オナガシジミ : クルミ科のオニグルミ。
- チョウセンアカシジミ : モクセイ科のトネリコ。
- ムモンアカシジミ : ブナ科のナラ類を食べるが、アブラムシおよびその蜜を食べる半肉食性。
- ミドリシジミ : カバノキ科のハンノキ。
- メスアカミドリシジミ : バラ科のサクラ。

ブナ科を食べるゼフィルスのなかでも、コナラ属を好む種、ブナ属を好む種などがある。ハヤシミドリシジミはカシワ類しか食べない。

### ゼフィルスの3群
ゼフィルスはおもに3群に分けられる。
- 1群 : ウラキンシジミ、ウラゴマダラシジミ、チョウセンアカシジミ、ムモンアカシジミ
- 2群 : アカシジミ、オナガシジミ、ダイセンシジミ、ミズイロオナガシジミ
- 3群 : ウラクロシジミ、オオミドリシジミ、キリシマミドリシジミ、フジミドリシジミ、ミドリシジミ、メスアカミドリシジミ

これは進化の度合いを表しており、1群が低く、3群が高いとされる。オス・メスによる形態の差が著しいものが進化レベルが高いとみなされる。

## ギャラリー

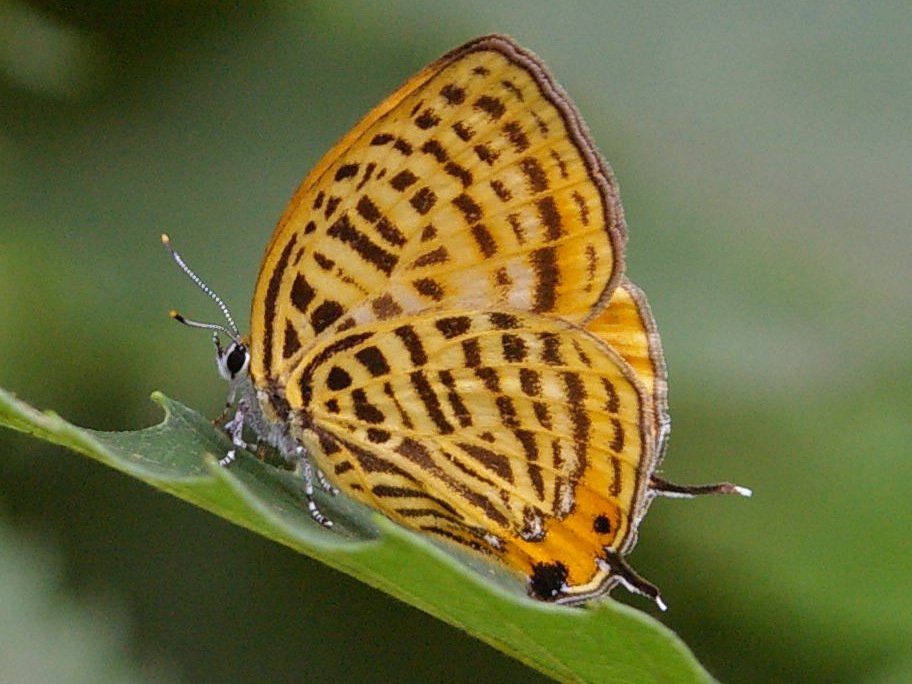
ウラナミアカシジミ
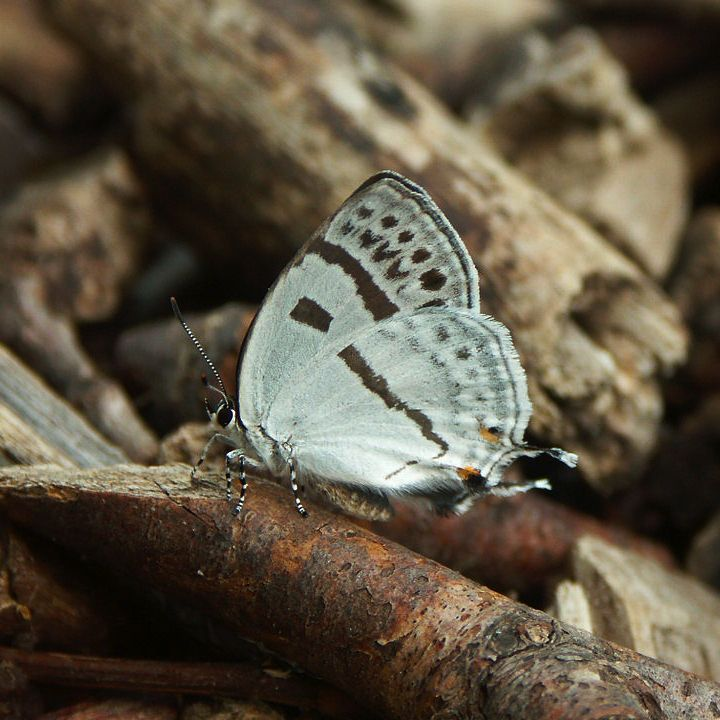
ミズイロオナガシジミ